# Misteri eleusini

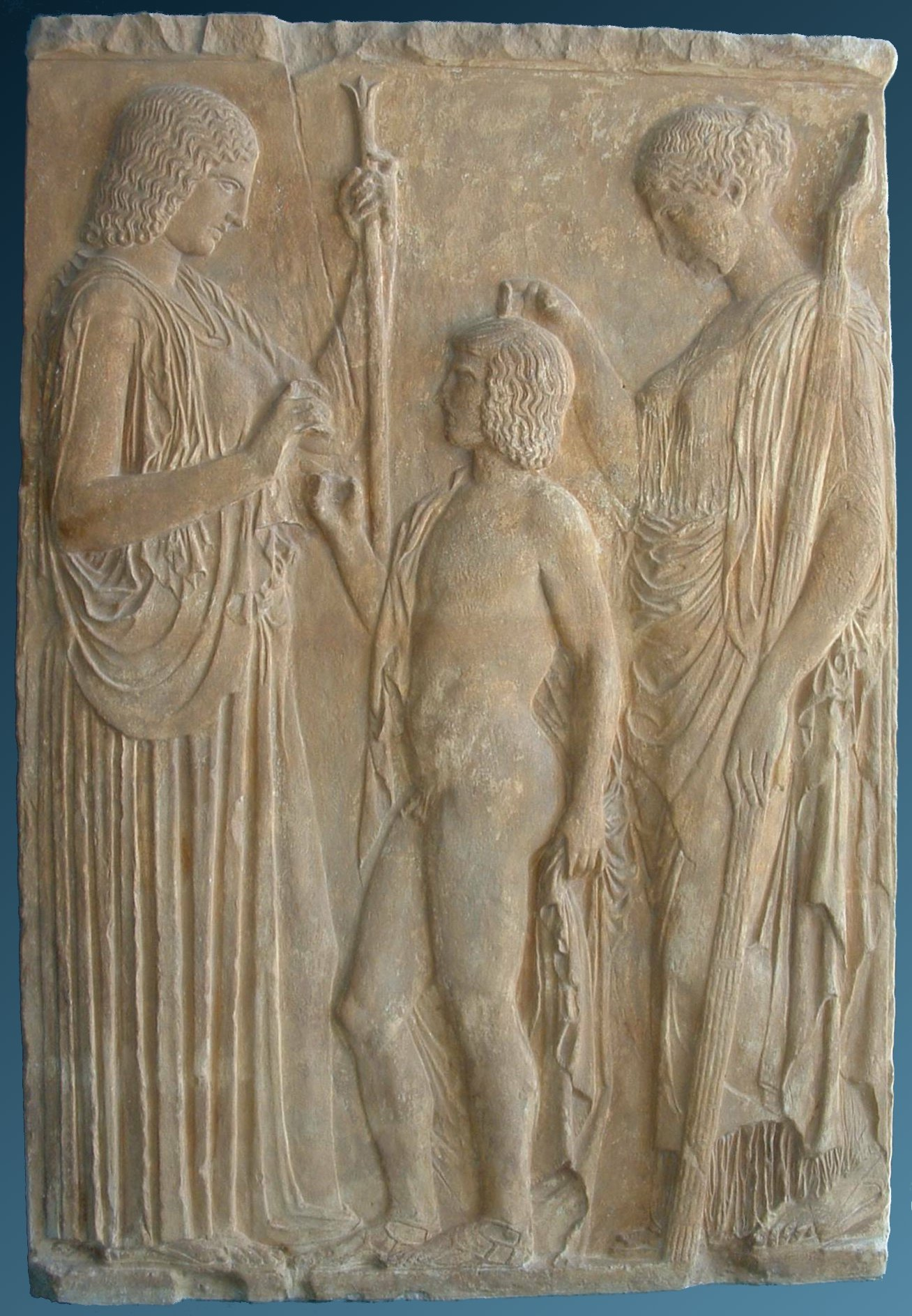
Trittolemo (al centro) riceve fasci di grano da Demetra (a sinistra – la dea impugna un lungo scettro, suo attributo come bastone da pellegrino durante la lunga ricerca della propria figlia) con l'incarico di diffondere la conoscenza tra gli uomini e benedizioni da Persefone (a destra –Persefone regge con la mano sinistra una lunga fiaccola, propria dei misteri eleusini celebrati di notte per commemorare il suo ritorno). Rilievo in marmo rinvenuto a Eleusi, risalente al V secolo a.C. (Museo archeologico nazionale di Atene).

I misteri eleusìni (in greco antico: Ἐλευσίνια Μυστήρια?) erano riti religiosi misterici che si celebravano ogni anno nel santuario di Demetra nell'antica città greca di Eleusi. Sono il «più famoso dei riti religiosi segreti dell'antica Grecia», noti in tutto il bacino del Mediterraneo. Alla loro base vi era un antico culto agrario, derivante dalle pratiche religiose del periodo miceneo, in cui si adoravano gli dei Titani (anziché gli dei classici Olimpi).
Questi misteri erano incentrati sul mito del rapimento di Persefone, strappata alla madre Demetra da parte del re degli inferi Ade, mito rappresentato in un ciclo a tre fasi: la discesa (perdita), la ricerca e l'ascesa (άνοδος) di Persefone; quest'ultimo era il tema principale con la riunione con sua madre. Si trattava di un grande cerimoniale, protrattosi per tutta l'età antica fino all'ellenismo, diffusosi in seguito anche a Roma.

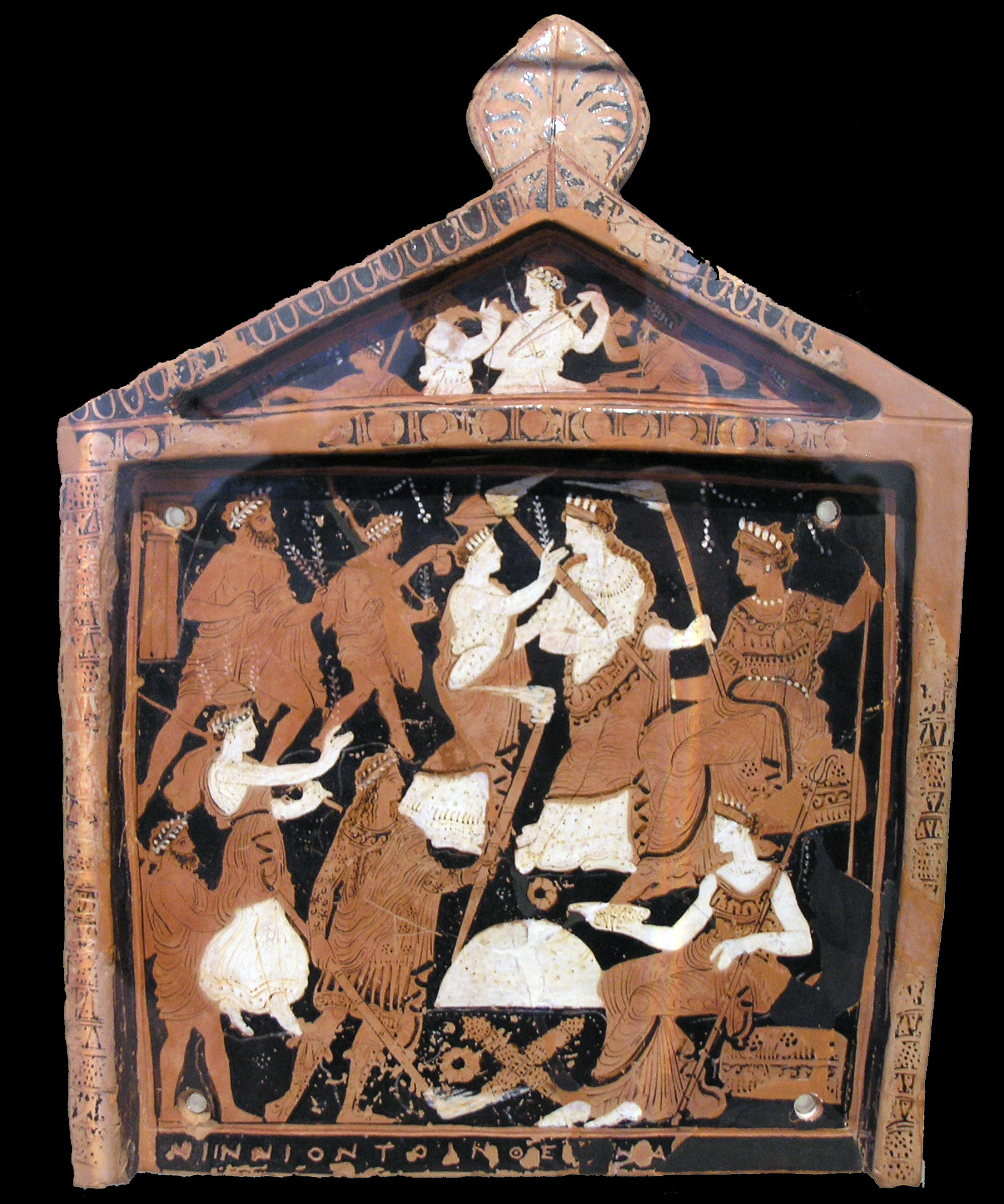
La tavoletta di Niinnione ritrovata al santuario di Eleusi (IV secolo a.C.). Rappresenta un rito notturno con un gruppo di iniziati che viene accolto nel santuario da Demetra.

Riti religiosi siffatti risalivano alle società agricole del Vicino Oriente e nella Creta minoica, di stampo matriarcale. Come l'orfismo e i misteri dionisiaci, infatti, i misteri eleusini traggono le loro remote radici nella protostoria, appunto da tradizioni cretesi, asiatiche, traci, che erano connotate però da una religiosità pubblica e aperta a tutti.
In seguito, arricchendosi ed integrandosi in un nuovo orizzonte religioso, i riti, le cerimonie e le credenze divennero segreti, e da allora furono tenuti costantemente preservati, in quanto accessibili solo agli iniziati. Per costoro, la rinascita di Persefone simboleggiava l'eternità della vita che scorre di generazione in generazione, e chi si consacrava a lei credeva in una ricompensa nell'aldilà. Ci sono molti dipinti e pezzi di ceramica che rappresentano vari aspetti dei Misteri, riguardanti le visioni e l'evocazione di una vita dopo la morte, sicché alcuni studiosi ritengono che il potere e la longevità dei Misteri Eleusini, durati circa due millenni, provenissero da sostanze allucinogene, sebbene altri discordino con questa tesi. Il nome della città, Eleusís, sembra essere pre-greco ed è probabilmente una controparte dei Campi elisi e la dea Ilizia.

## Origine del nome
Misteri eleusini (in greco Ἐλευσίνια Μυστήρια) era il nome dei misteri dell'antica città di Eleusi. Il nome della città è pre-greco e potrebbe essere correlato al nome della dea Ilizia. Il suo nome Ἐλυσία (Elysia) in Laconia e Messene, probabilmente la collega al mese di Eleusinios ed Eleusi, ma questo è oggetto di discussione. 
L'antica parola greca «misteri» (μυστήριον) significa «mistero o rito segreto» ed è correlata al verbo mueō (μυέω), «occultare», che significa iniziare ai misteri, e al sostantivo mustēs (μύστης), da cui anche «mistico», che significa iniziato. 
La parola mustikós (μυστικός) significa «connesso con i misteri», o «privato, segreto» (come in greco moderno).

## Il mito di Demetra e Persefone
I Misteri sono incentrati su un mito riguardante Demetra, dea olimpica dell'agricoltura e della fertilità, nella quale si venerava la Grande Madre.
Questo mito viene raccontato nel testo fondamentale dei Misteri di Eleusi, che ne narra anche la fondazione, ossia l'Inno a Demetra, appartenente alla raccolta degli Inni omerici, dove è collocato come secondo inno. La datazione di questo testo è controversa ma si ritiene sia certamente anteriore almeno alla metà del VI secolo a.C. (650 a.C. circa).
Secondo l'Inno a Demetra, la figlia di costei, Persefone (detta anche Kore, che significa «fanciulla»), conduceva una vita spensierata dipingendo tutti i fiori della terra, quando fu catturata da Ade, il dio della morte e degli inferi. Egli la portò nel suo regno dell'oltretomba. La madre Demetra, saputa del rapimento, sconvolta cercò in ogni luogo sua figlia.
Durante le sue peregrinazioni, Demetra si rifugiò dal re di Eleusi, Celeo, sotto le sembianze di una vecchia di nome Doso. Dopo essere stata costretta a rivelarsi alla regina Metanira, lasciando il palazzo, la dea chiese a Metanira di ergerle un santuario con un altare da dove ella potesse insegnare i suoi riti agli uomini. Edificato il santuario, Demetra vi si rifugiò e, ancora adirata per la scomparsa della figlia Persefone, da lì provocò un'aridità che desolò tutta la Terra, generando carestie e impedendo così agli dèi di ricevere sacrifici dagli uomini. Vanamente Zeus le inviò dei messaggi per farla tornare sull'Olimpo, ma gli rispose che sarebbe risalita sul monte degli dèi e avrebbe posto termine alla carestia solo qualora avesse potuto rivedere la figlia. Finalmente, Zeus cedette e permise a Persefone di tornare da sua madre.
Ritrovata la figlia, Demetra acconsentì a ristabilire la vegetazione sulla Terra e a rientrare sull'Olimpo, ma non prima di aver insegnato i suoi Misteri a Diocle, Trittolemo, Celeo ed Eumolpo.
André Motte individua nella fase iniziale dell'Inno a Demetra l'elemento portante dell'insegnamento iniziatico: quando Kore raccoglie il narciso si fa donna, sposa di Ade che le spiega che "quaggiù" ella regnerà «su tutti gli esseri che vivono e si muovono»; non quindi su un regno di ombre come rappresentato in Omero. La risalita di Kore corrisponde inoltre al ritorno della vegetazione sulla terra.

## Storia dei Misteri

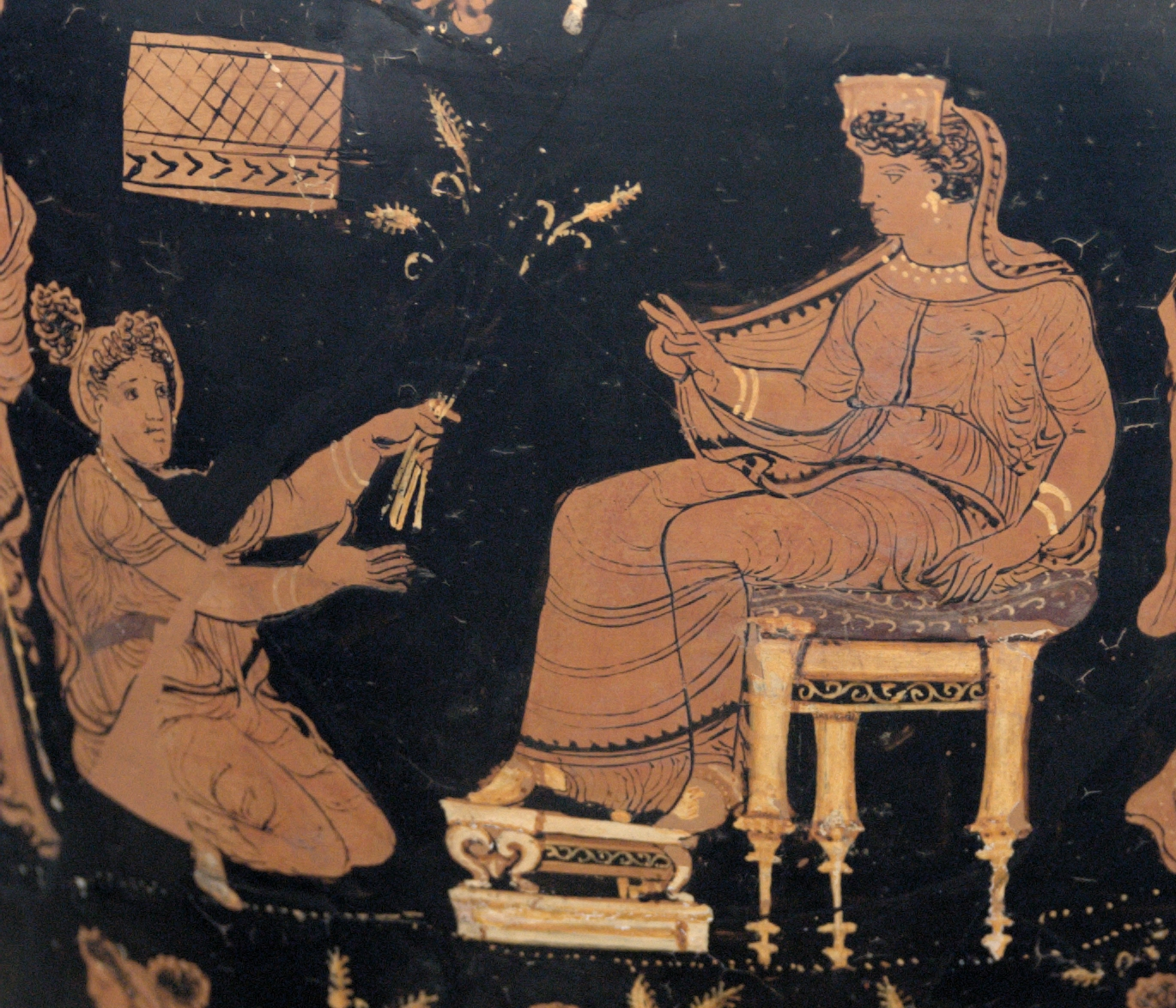
Demetra, in trono che allunga la mano in una benedizione verso Metanira inginocchiata, che offre il grano trino che è un simbolo ricorrente dei misteri (Pittore Varrese, Hydria a figure rosse, 340 a.C. circa, Apulia)

I riti eleusini si svolgevano già prima dell'invasione ellenica (periodo miceneo, circa 1600-1200 a.C.). Secondo alcuni studiosi il culto di Demetra fu fondato attorno al 1550 a.C. Derivante dalla religiosità cretese-minoica, incentrata sulla figura della Grande Madre, questa sarebbe stata progressivamente soppiantata dai nuovi culti degli dei olimpi, introdotti a seguito delle invasioni, e per sopravvivere sarebbe entrata in semi-clandestinità, continuando a esistere attraverso riti segreti.
Gli scavi hanno dimostrato che esisteva un edificio privato sotto il Telesterion di Eleusi nel periodo miceneo, e sembra che in origine il culto di Demetra fosse privato. Nell'Inno omerico è menzionato il palazzo del re Celeo. Una linea di pensiero degli studiosi moderni è stata che i Misteri intendevano "elevare l'uomo al di sopra della sfera umana nel divino e assicurare la sua redenzione rendendolo un dio e conferendogli così l'immortalità". Lo studio comparativo mostra dei parallelismi tra questi riti greci e altri simili, alcuni dei quali più antichi, nel Vicino Oriente. Tali culti includono i misteri di Iside e Osiride in Egitto, l'Adoniaco dei culti siriani, i misteri persiani e i misteri frigio cabiriani.
Alcuni studiosi hanno sostenuto che il culto Eleusino fosse una continuazione di un culto minoico, e che Demetra fosse una dea dei papaveri che portò il papavero da Creta a Eleusi. Alcune informazioni utili dal periodo miceneo possono essere tratte dallo studio del culto di Despina (la dea precorritrice di Persefone), e il culto di Ilizia che era la dea della nascita. Il megaron di Despina a Licosura è abbastanza simile al Telesterion di Eleusi, e Demetra è unita al dio Poseidone, portando una figlia, l'innominabile Despina (l'amante). Nella grotta di Amniso a Creta, la dea Ilizia è legata alla nascita annuale del bambino divino, ed è connessa con Enesidaon (lo scuotitore della terra), che è l'aspetto ctonio di Poseidone.
Nelle iscrizioni di Eleusi si fa riferimento alle "Dee" accompagnate dal dio agricolo Trittolemo (probabilmente figlio di Gea e Oceano), e "il Dio e la Dea" (Persefone e Plutone) accompagnato da Eubuleo che probabilmente aveva guidato la via del ritorno dal mondo sotterraneo. Il mito era rappresentato in un ciclo a tre fasi: la "discesa", la "ricerca" e l'"ascesa" (greco "anodos") con emozioni contrastanti dal dolore alla gioia che sollevavano il mistero fino all'esultanza. Il tema principale era l'ascesa di Persefone e la riunione con sua madre Demetra. All'inizio della festa, i sacerdoti riempivano due vasi speciali e li versarono fuori, quello verso ovest e l'altro verso est. Le persone che guardavano verso il cielo e la terra urlavano una filastrocca magica "piove e concepisci". In un rituale, un bambino veniva iniziato al focolare (il fuoco divino). Il nome pais (bambino) appare nelle iscrizioni micenee, Era il rituale del "bambino divino" che originariamente era Pluto. Nell'inno omerico il rituale è collegato al mito del dio agricolo Trittolemo. La dea della natura sopravvisse nei misteri in cui furono pronunciate le seguenti parole: "La potente Potnia partorì un grande figlio". Potnia (Lineare B po-ti-ni-ja: signora o padrona), è un titolo miceneo applicato alle dee. e probabilmente la traduzione di un titolo simile di origine pre-greca. Il punto più alto della celebrazione era "una spiga di grano tagliata in silenzio", che rappresentava la forza della nuova vita. L'idea di immortalità non esisteva nei misteri all'inizio, ma gli iniziati credevano che avrebbero avuto un destino migliore negli inferi. La morte è rimasta una realtà, ma allo stesso tempo un nuovo inizio come la pianta che cresce dal seme sepolto. Una rappresentazione del vecchio palazzo di Festo è molto vicina all'immagine degli "anodi" di Persefone. Una divinità senza braccia e senza gambe, cresce dal terreno e la sua testa si trasforma in un grande fiore. Secondo Mylonas, i piccoli misteri erano tenuti "di regola una volta all'anno all'inizio della primavera del mese di fiori, l'Antesterione", mentre "i Grandi Misteri si svolgevano una volta all'anno e ogni quattro anni venivano celebrati con uno splendore speciale" in quello che era noto come il penteteris. Kerenyi concorda con questa valutazione: "I Piccoli Misteri furono tenuti ad Agrai nel mese di Antesterione, il nostro febbraio ... Gli iniziati non furono nemmeno ammessi all'epopteia [Grandi Misteri] nello stesso anno, ma solo nel settembre dell'anno successivo. " Questo ciclo continuò per circa due millenni. Nell'inno omerico di Demetra, si dice che il re Celeo sia stata una delle prime persone a imparare i riti segreti e i misteri del suo culto. Era anche uno dei suoi sacerdoti originali, insieme a Diocle, Eumolpo, Polisseno e Trittolemo, figlio di Celeo, che aveva presumibilmente imparato l'agricoltura da Demetra.
Sotto Pisistrato di Atene, i misteri eleusini divennero pan-ellenici, e i pellegrini accorsero dalla Grecia e oltre per partecipare. Intorno al 300 a.C., lo stato assunse il controllo dei Misteri; erano controllati da due famiglie: gli Eumolpidi e i Keryke. Ciò ha portato ad un enorme aumento del numero di iniziati. Gli unici requisiti per l'adesione erano la libertà dal "senso di colpa del sangue", che significa non aver mai commesso un omicidio e non essere un "barbaro" (essere dunque in grado di parlare il greco). Uomini, donne e persino schiavi furono ammessi all'iniziazione.
Ebbero larga diffusione anche a Roma e perfino Cicerone, gli imperatori Adriano, Marco Aurelio (che ebbe come mistagogo Erode Attico), Gallieno e Giuliano vi presero parte.

## Il rito
I misteri rappresentavano il mito del ratto di Persefone, strappata alla madre Demetra dal re degli Inferi, Ade, in un ciclo di tre fasi, la "discesa" (la perdita), la "ricerca" e l'"ascesa", dove il tema principale era la "ricerca" di Persefone e il suo ricongiungimento con la madre. Il rito era diviso in due parti: la prima, "piccoli misteri", era una specie di purificazione che si svolgeva in primavera nel mese di Antesterione, la seconda, "grandi misteri", era un momento consacratorio e si svolgeva in autunno nel mese di Boedromione (settembre-ottobre). La cerimonia voleva rappresentare il riposo e il risveglio perenne della vita delle campagne.
I riti erano in parte dedicati anche alla figlia di Demetra, Persefone, poiché l'alternarsi delle stagioni ricordava l'alternarsi dei periodi che Persefone trascorreva sulla terra e nell'Ade. I riti, le cerimonie e le credenze erano tenute segrete. Gli iniziati credevano che avrebbero ricevuto la giusta ricompensa dopo la morte. I vari aspetti dei Misteri sono rappresentati su molti dipinti e ceramiche. Poiché i Misteri comprendevano visioni e invocazioni a una vita oltre la morte, alcuni studiosi ritengono che il potere e la longevità dei Misteri Eleusini derivasse da agenti psichedelici, collegati all'utilizzo di pane a base di "segala cornuta", cioè segala contaminata dal fungo claviceps purpurea. Il bassorilievo di Farsalo mostra inoltre Persefone e Demetra nell'atto di scambiarsi funghi riconducibili al genere psilocybe.

### I partecipanti
Per partecipare a questi misteri bisognava giurare il voto di segretezza. Vi erano quattro categorie di persone che vi partecipavano:
1. Preti, sacerdotesse e ierofanti;
2. Iniziati, coloro che partecipavano alla cerimonia per la prima volta;
3. Coloro che vi avevano già partecipato e pertanto erano divisi in quattro categorie;
4. Coloro che avevano raggiunto l'épopteia (in greco: ἐποπτεία) (in italiano la "contemplazione"), che avevano appreso i segreti dei più grandi misteri di Demetra.

### I segreti
Lo schema sottostante è solo un riassunto, molte delle informazioni concrete sui Misteri Eleusini non sono mai state scritte. Ad esempio, solo gli iniziati sapevano cosa contenevano il kiste, un baule sacro e il kalathos, un cesto con coperchio.
Ippolito di Roma, uno dei Padri della Chiesa che scrive all'inizio del III secolo, in Confutazione di tutte le eresie che "gli Ateniesi, mentre danno inizio alla gente nei riti eleusini, mostrano anche a coloro che sono ammessi al più alto grado a questi misteri, il potente, il meraviglioso e il più perfetto segreto adatto per un iniziato alle più alte verità mistiche: ha raccolto una spiga di grano in silenzio ".

### Piccoli misteri
C'erano due misteri eleusini, il Grandi Misteri e i Piccoli Misteri. Secondo Thomas Taylor, "gli spettacoli drammatici dei Piccoli Misteri significano occultamente le miserie dell'anima assoggettati al corpo, così quelli della Morte intimamente intimiditi, dalle visioni mistiche e splendide, la felicità dell'anima sia qui che in futuro, purificata dalle contaminazioni della natura materiale e costantemente elevati alle realtà della visione [spirituale] intellettuale". Secondo Platone, "l'ultimo progetto dei Misteri... era di riportarci ai principi da cui siamo discesi, ...un perfetto godimento del bene [spirituale] intellettuale".
I Piccoli Misteri avevano avuto luogo nel mese di Antesterione sotto la direzione dell'arconte re di Atene. Per essere introdotti all'iniziazione, i partecipanti dovevano sacrificare un maialino a Demetra e Persefone e poi si dovevano purificare ritualmente nel fiume Illisos. Al completamento dei Piccoli Misteri, i partecipanti erano considerati mystai ("iniziati") degni di essere testimoni dei Grandi Misteri.

### Grandi misteri
Tra le tante istituzioni eccellenti e davvero divine che la tua Atene ha prodotto e contribuito alla vita umana, nessuna, secondo me, è migliore di quei misteri. Perché con i loro mezzi siamo stati portati fuori dal nostro modo di vivere barbaro e selvaggio e istruiti e raffinati ad uno stato di civiltà; e poiché i riti sono chiamati "iniziazioni", così in verità abbiamo imparato da loro gli inizi della vita e abbiamo acquisito il potere non solo di vivere felici, ma anche di morire secondo una speranza migliore. – Cicerone, Leggi II, XIV, 36
I Grandi Misteri si svolgevano nel mese di Boedromione - il terzo mese del calendario attico, cadendo a fine estate - e duravano dieci giorni.
Il primo atto (il 14 di Boedromione) fu di portare gli oggetti sacri da Eleusi all’Eleusinion, un tempio alla base dell'Acropoli di Atene.
Il primo giorno dei "Grandi Misteri", chiamato Agyrmos "il raduno", il 15 di Boedromione, si celebrava ad Atene presso l'Eleusinion arredato allo scopo con gli oggetti sacri (Ιερά hierà) del santuario di Eleusi lì solennemente trasportati il giorno precedente. Nell'agorà si riunivano gli iniziati, accompagnati dal mistagogo ateniese ricevevano le istruzioni dello ierofante che tra l'altro invitava coloro che si erano macchiati di omicidio e coloro che non parlavano la lingua greca ad allontanarsi. Gli ierofanti dichiaravano la prorrhesis, l'inizio dei riti, e portando a termine il sacrificio "qui la vittima" (hiereía deúro).
Il secondo giorno, il 16 di Boedromione, una processione si recava sulla costa (ἄλαδε μύσται, "al mare, o voi iniziati") dove i nuovi adepti, accompagnati sempre dal tutore già iniziato ai Misteri, si bagnavano al Falero e dove contestualmente lavavano un porcellino che sarebbe stato sacrificato e mangiato al loro ritorno in città, da questo momento agli adepti era proibito nutrirsi fino all'arrivo, al quinto giorno, ad Eleusi.
Il terzo giorno, il 17 di Boedromione, alla presenza delle autorità cittadine non solo ateniesi, l'Arconte Basileus (Ἄρχων Βασιλεύ) e la sua consorte eseguivano un grande sacrificio a Demetra e Kore (Persefone). i partecipanti partecipavano all'Epidauria, un festival per Asclepio – dal nome del suo santuario principale a Epidauro. Vi si celebrava l'arrivo dell'eroe ad Atene con sua figlia Igea e consisteva in una processione che conduceva all'Eleusinion, durante la quale il mystai apparentemente rimaneva a casa, mentre si svolgeva un grande sacrificio e una festa tutta la notte (pannykhís).
Il quarto giorno, il 18 di Boedromione, si svolgeva una processione e un sacrificio ad Asclepio.

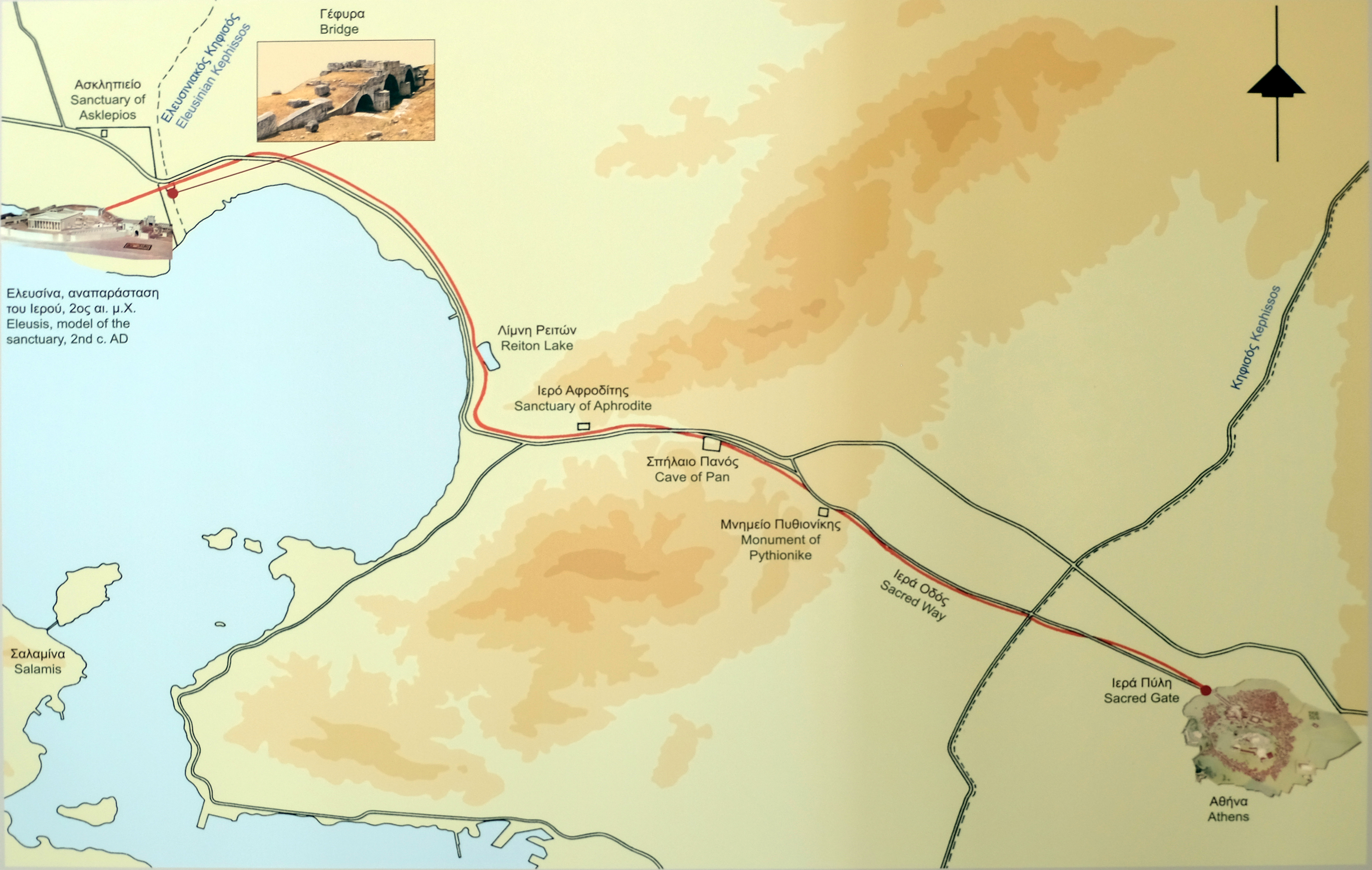
Il percorso della via sacra

All'alba del quinto giorno, il 19 del mese di Boedromione, un imponente corteo muoveva dall'agora di Atene, attraversando la "Porta Sacra" del Ceramico, per raggiungere in serata, quindi con l'inizio del ventesimo giorno, il borgo di Eleusi situato a venti chilometri a Occidente. Comuni cittadini, oltre i tutori e neofiti, accompagnavano le sacerdotesse che riportavano al santuario di Eleusi i corredi sacri. Durante tutto il tragitto lungo quella che fu chiamata la "Via Sacra" (Ἱερὰ Ὁδός, Hierá Hodós), con dei rami oscillanti chiamati bacchoi, i partecipanti al corteo intonavano un canto di cui conosciamo solo il titolo: Iacchos (Ἴακχος), alternandolo, nell'occasione dell'attraversamento del fiume Cefiso, a scambi di motti scherzosi e osceni, astenendosi dall'assumere cibo o bevande. È certo dunque che ogni Ateniese partecipava al corteo e non solo gli iniziati ai Misteri, dal che se ne deduce che questa parte del culto non era affatto segreta. René Guenon ci informa sul fatto che lungo la strada per Eleusi, e quindi in occasione del rito lungo la via sacra si passava da un pantano (probabilmente l'attuale lago Reiton, vedi la figura a lato) dove i profani vi cadevano, segno che la loro iniziazione mancava di reali requisiti per procedere oltre.

Arrivati al santuario (τεληστήριον, Telestèrion) di Eleusi, i fedeli si separavano dagli altri partecipanti e, alla luce delle torce, entravano nel cortile davanti al santuario, dove si purificavano nelle vasche e dove le donne danzavano intorno alla fonte di Callicoro. La veglia durava tutta la notte (pannychis), forse per commemorare la ricerca di Demetra della figlia.  Entrati quindi nel santuario, interrompevano il digiuno bevendo il ciceone. 
(A Demetra, Inni omerici, II, 206 e segg. Traduzione di Filippo Càssola. Milano, Mondadori-Fondazione Lorenzo Valla, 2006, p. 55)

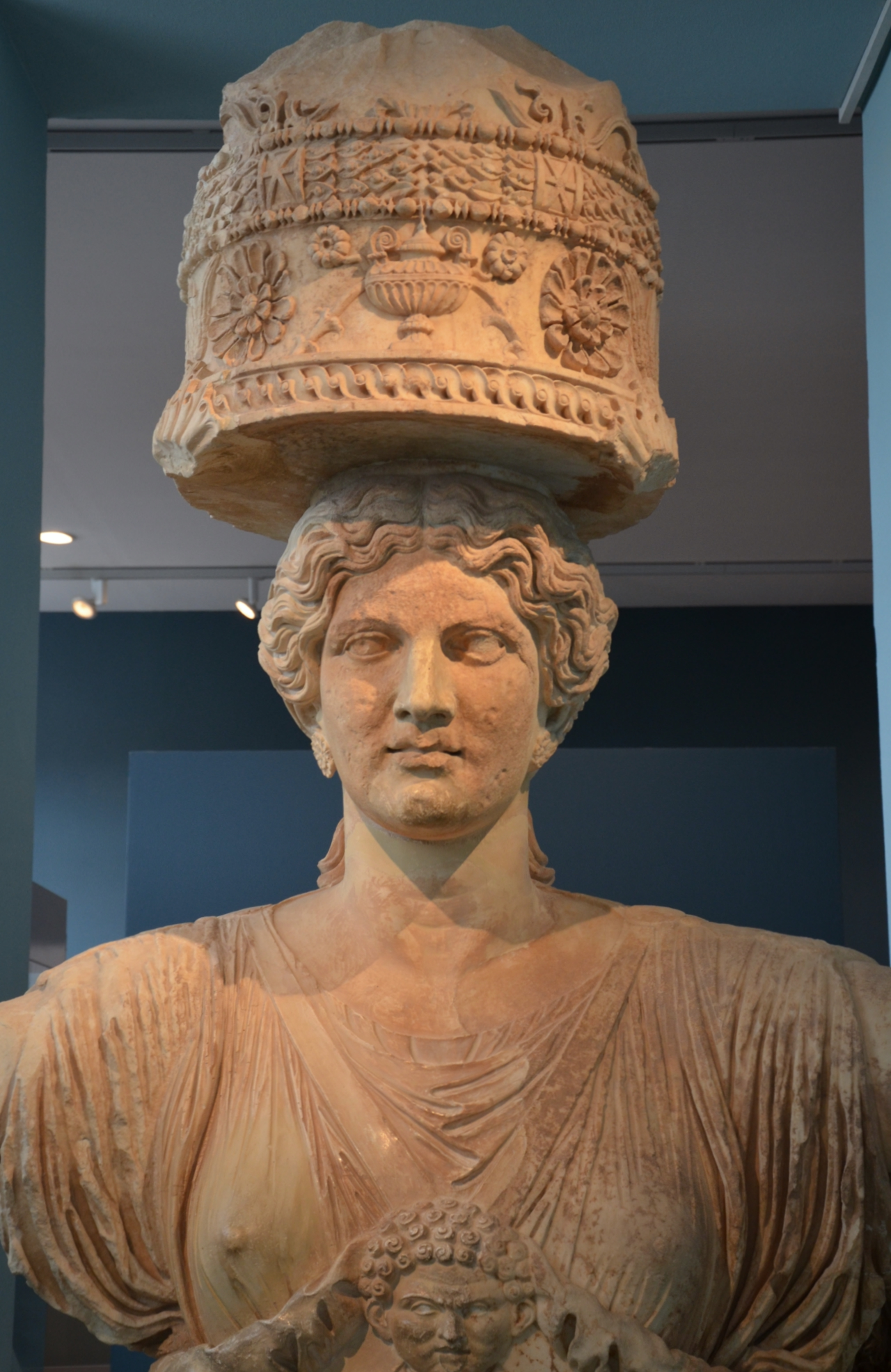
Cariatide con cesta sulla testa, dal Museo archeologico di Eleusi.

Poi, il 20 e il 21 di Boedromione, gli iniziati entravano in una grande sala chiamata Telesterion; al centro del quale si trovava l'Anaktoron ("palazzo"), in cui solo gli ierofanti potevano entrare e dove erano conservati gli oggetti sacri. Tra le gradinate del Telesterion potevano sedere sino a duemila persone. La presenza di un numero così elevato di partecipanti, richiedeva la presenza di un folto gruppo di sacerdoti e assistenti. La gerarchia religiosa eleusina era divisa non solo a vari livelli ma anche in base ai compiti. Lo ierofante era assistito da due sacerdotesse chiamate Hierophantides. C’erano anche altre figure come il dadouchos (“il portatore della torcia”) e lo hiérocéryx (“l’araldo sacro”), ma anche il “prete dell’altare”, il “servitore delle dee”, la “sacerdotessa di Demetra”, la “sacerdotessa di Plutone” e altre figure, ciascuna con funzioni specifiche.
Prima che i mystai potessero entrare nel Telesterion, avrebbero dovuto recitare: "Ho digiunato, ho bevuto il ciceone, ho preso dalla cesta (" scatola ") e dopo averlo lavorato lo ho rimesso nel calato ("cesto aperto"). Probabilmente il paniere rituale simboleggiava il mondo infero e l'iniziando, scoprendolo, scendeva agli Inferi. A seguito di questa misteriosa manipolazione degli oggetti sacri, l'iniziato era nato di nuovo e si considerava da ora in avanti come adottato dalla dea.
La restante parte del rito di iniziazione risulta "segreta" quindi a noi sconosciuta. Gli storici delle religioni offrono comunque delle ipotesi di una sua ricostruzione partendo da autori "pagani" (più restii a fornire informazioni) ma anche cristiani (i quali potrebbero di converso non essere ben informati). Si suppone ampiamente che i riti all'interno del Telesterion comprendessero tre elementi: 
1. dromena ("cose fatte"), una drammatica rievocazione del mito Demetra e Persefone,
2. deiknumena ("cose mostrate"), oggetti sacri esposti, in cui lo ierofante svolgeva un ruolo essenziale;
3. legomena ("le cose dicevano"), commentari che accompagnavano il deiknumena.[82]

Combinati questi tre elementi erano conosciuti come aporrheta ("irripetibili"), la pena per la divulgazione era la morte. Atenagora di Atene, Cicerone e altri scrittori antichi citano che fu per questo crimine (tra gli altri) che Diagora fu condannato a morte ad Atene; il drammaturgo Eschilo fu presumibilmente processato per aver rivelato i segreti dei Misteri in alcune delle sue opere teatrali, ma fu assolto. Il divieto di evocazione del rituale senso dei Misteri era quindi assoluto, il che probabilmente è il motivo per cui non sappiamo quasi nulla di ciò che accadeva.
Per quanto riguarda il climax dei Misteri, ci sono due teorie moderne. Alcuni ritengono che fossero i sacerdoti a rivelare le visioni della notte santa, consistenti in un fuoco che rappresentava la possibilità di una vita dopo la morte e vari oggetti sacri. Altri ritengono che questa spiegazione sia insufficiente per spiegare il potere e la longevità dei Misteri, e che le esperienze devono essere state interne e mediate da un potente ingrediente psicoattivo contenuto nella bevanda del ciceone. (Vedi sotto "teorie enteogeniche")
Seguendo questa sezione dei Misteri era la Pannichis, una festa che durava tutta la notte accompagnata da danze e allegria. Le danze si svolgevano nello Rario, che si vociferava essere il primo posto dove il grano cresceva. Un sacrificio di toro si svolgeva anche a tarda notte o al mattino presto. Quel giorno (il 22 di Boedromione), gli iniziati onoravano i morti versando libagioni da vascelli speciali.
Il 23 di Boedromione, i Misteri finivano e tutti tornavano a casa.

### La descrizione del rito secondo Eliade
Mircea Eliade scrive: "Il primo giorno la festa si svolgeva nell'Eleusinion di Atene, ove il giorno prima erano stati solennemente trasportati da Eleusi gli oggetti sacri (hiera). Il secondo giorno la processione si dirigeva verso il mare. Ogni aspirante all'iniziazione, accompagnato da un tutore, portava con sé un porcellino che lavava nelle onde e sacrificava al ritorno ad Atene. Il giorno successivo, alla presenza dei rappresentanti del popolo ateniese e delle altre città, l'arconte basileus e la sua sposa eseguivano il grande sacrificio. Il quinto giorno segnava il momento culminante delle cerimonie pubbliche. Un'enorme processione partiva all'alba da Atene. I neofiti, i loro tutori e numerosi Ateniesi accompagnavano le sacerdotesse che riportavano ad Eleusi gli hiera. Verso la fine del pomeriggio la processione attraversava un ponte sul Kephisios e là uomini mascherati lanciavano insulti contro i cittadini più importanti. Al calare della sera, con torce accese, i pellegrini entravano nel cortile esterno del santuario. Una parte della notte era dedicata alle danze e ai canti in onore delle dee. Il giorno successivo gli aspiranti all'iniziazione digiunavano ed offrivano sacrifici; circa i riti segreti (le teletes) possiamo, però, soltanto avanzare alcune ipotesi. Le cerimonie che si svolgevano all'esterno e all'interno del telesterion si riferivano probabilmente al mito delle due dee. Si sa che gli iniziandi, con le torce in mano, imitavano Demetra vagante con fiaccole alla ricerca di Persefone.
Mircea Eliade ricorda come l'Inno menzioni due tipi di iniziazione: il primo collegato al ricongiungimento di Demetra con Persefone, il secondo riguardante la mancata resa di Deofonte immortale. Così dopo la mancata immortalizzazione di Deofonte Demetra rivela la sua identità e dopo il ricongiungimento con la figlia si decide a comunicare i Misteri agli uomini che non corrispondono tuttavia alla loro divinizzazione in vita ma alla beatitudine ("beato", ὄλβιος), post-mortem, per gli iniziati.
All'interno del rito vi faceva parte anche una lettura eseguita su due tavolette di pietra rilegate a mo’ di libro e chiamate petroma da πέτρα (petra) pietra.

## La scomparsa
Nel 170 d.C., il Tempio di Demetra fu saccheggiato dai Sarmati ma fu ricostruito da Marco Aurelio. Ad Aurelio fu quindi concesso di diventare l'unico laico che fosse mai entrato nell'anaktoron. Mentre il cristianesimo guadagnava popolarità nel IV e V secolo, il prestigio di Eleusi cominciò a svanire. L'ultimo imperatore pagano di Roma, Giuliano, regnò dal 361 al 363 dopo circa cinquanta anni di dominio cristiano. Giuliano tentò di restaurare i Misteri Eleusini e fu l'ultimo imperatore ad essere iniziato.
L'imperatore romano Teodosio I chiuse i santuari per decreto circa 30 anni dopo, nel 392 d.C. Gli ultimi resti dei Misteri furono spazzati via nel 396 d.C., quando i cristiani ariani di Alarico, re dei Goti, distrussero e profanarono i vecchi luoghi sacri guidati da monaci e vescovi. La chiusura dei Misteri eleusini nel IV secolo è riportata da Eunapio, storico e biografo dei filosofi greci. Eunapio era stato iniziato dall'ultimo Ierofante legittimo, che era stato incaricato dall'imperatore Giuliano di restaurare i Misteri, che erano ormai caduti in rovina. Secondo Eunapio, l'ultimo Ierofante era un usurpatore, "l'uomo di Tespie che deteneva il grado di Padre nei misteri di Mitra".
Secondo lo storico Hans Kloft, nonostante la distruzione dei Misteri Eleusini, degli elementi del culto sopravvissero nella campagna greca. Lì, i riti e le funzioni religiose di Demetra furono in parte trasferiti da contadini e pastori su San Demetrio di Tessalonica, che divenne gradualmente il patrono locale dell'agricoltura e "erede" della dea madre pagana.

## I Misteri nell’arte e nella cultura
Ci sono molti dipinti e pezzi di ceramica che rappresentano vari aspetti dei Misteri. Il Rilievo Eleusino, della fine del V secolo a.C., esposto nel Museo Archeologico Nazionale di Atene ne è un esempio rappresentativo (figura in alto). Trittolemo è raffigurato mentre riceve semi da Demetra e insegna all'umanità come lavorare i campi e coltivare i raccolti, con Persefone che tiene la sua mano sopra la sua testa per proteggerlo. Vasi e altre opere di scultura in rilievo, del IV, V e VI secolo a.C., raffigurano Trittolemo con una spiga di grano, seduto su un trono alato o un carro, circondato da Persefone e Demetra con torce di pino. La monumentale anfora protoattica della metà del VII secolo a.C., con la raffigurazione della decapitazione di Medusa da parte di Perseo e l'accecamento di Polifemo da parte di Ulisse con i suoi compagni sul collo, è custodita nel Museo Archeologico di Eleusi e si trova all'interno del sito archeologico di Eleusi.
La tavoletta Niinnion, che si trova nello stesso museo, raffigura Demetra, seguita da Persefone e Iacco, e poi la processione degli iniziati. Poi, Demetra è seduta sulla cista all'interno del Telesterion, con Persefone che tiene una torcia e introduce gli iniziati. Gli iniziati tengono ciascuno un bacchoi. La seconda fila di iniziati era guidata da Iacco, un prete che teneva delle torce per le cerimonie. Sta in piedi vicino all'omphalos mentre una sconosciuta (probabilmente una sacerdotessa di Demetra) sedeva vicino alla ciste, con in mano uno scettro e una nave piena di ciceone. Anche Pannychis è rappresentata.
Ne La tempesta di Shakespeare, la maschera che Prospero evoca per celebrare il trionfo di Miranda e Ferdinando fa eco ai Misteri Eleusini, sebbene usi i nomi romani per le divinità coinvolte - Cerere, Iris, Dis e altri - invece del greco. È interessante notare che un'opera teatrale così ricca di immagini esoteriche di alchimia e ermetismo dovrebbe attingere ai Misteri per la sua sequenza centrale di maschere.
Carl Gustav Jung (1875-1961) prese in prestito termini e interpretazioni dalla letteratura classica del tardo XIX e dell'inizio del XX secolo in tedesco e francese come fonte di metafore per il suo rifacimento del trattamento psicoanalitico in un rituale spiritualistico di iniziazione e rinascita. I misteri eleusini, in particolare le qualità della Kore, figuravano in modo prominente nei suoi scritti.
Dimitris Lyacos nel secondo libro della trilogia di Poena Damni con Gente dal ponte, un'opera contemporanea e d'avanguardia incentrata sul ritorno dei morti e il mito del ritorno combina elementi dei misteri eleusini e della tradizione paleocristiana per trasmettere una visione della salvezza collettiva. Il testo usa il simbolo del melograno per suggerire la residenza dei morti negli inferi e il loro ritorno periodico al mondo dei viventi.
Il poema sinfonico di Octavio Vazquez "Eleusis" attinge ai Misteri eleusini e ad altre tradizioni esoteriche occidentali. Commissionato dalla Sociedad General de Autores y Editores e dalla RTVE Symphony Orchestra, è stato premiato nel 2015 dall'Orchestra RTVE e dal direttore d'orchestra Adrian Leaper al Teatro Monumental di Madrid.
Per quanto attiene al significato proprio dei Misteri di Eleusi, Ugo Bianchi si sofferma su due passaggi a questi inerenti, dove da una parte si conferma che la parola "beati" (olbios, ὄλβιος) apriva l'acclamazione liturgica ma anche che i misteri erano una trasmissione di conoscenze a favore dell'iniziato, rivelando i significati profondi dell'esperienza del vivere.

## Nel Cristianesimo
Tertulliano nell'Adversus Valentinianos accostò l'eresia di Valentino ai misteri eleusini nel campo dell'iniziazione.

## Teorie enteogeniche
Numerosi studiosi hanno proposto che il potere dei Misteri Eleusini provenisse dal funzionamento del ciceone come enteogeno o agente psichedelico. L'uso di pozioni o filtri per scopi magici o religiosi era relativamente comune in Grecia e nel mondo antico. Gli iniziati, sensibilizzati dal loro digiuno e preparati dalle cerimonie precedenti (vedi insieme e ambientazione), potrebbero essere stati spinti dagli effetti di una potente pozione psicoattiva in stati mentali rivelatori con profonde implicazioni spirituali e intellettuali. In opposizione a questa idea, altri studiosi scettici osservano la mancanza di prove solide e sottolineano il carattere collettivo piuttosto che individuale dell'iniziazione nei Misteri. L'evidenza indiretta a sostegno della teoria enteogenica è che nel 415 a.C. l'aristocratico ateniese Alcibiade fu condannato perché parodiò il "mistero eleusino" in una casa privata.
Molti agenti psicoattivi sono stati proposti come l'elemento significativo del ciceone, sebbene senza consenso o evidenza conclusiva. Questi includono l'ergot, un parassita fungino dell'orzo o grano di segale, che contiene gli alcaloidi ergotamina, un precursore dell'LSD e l'ergonovina. Tuttavia, i moderni tentativi di preparare un ciceone usando l'orzo parassitizzato all'ergot hanno dato risultati inconcludenti, anche se Alexander Shulgin e Ann Shulgin descrivono sia l'ergonovina che l'LSA per essere noti per produrre effetti simili all'LSD, sebbene con molti effetti collaterali che l'LSD non possiede.
I funghi psicoattivi sono un altro candidato. Terence McKenna ha ipotizzato che i misteri fossero incentrati su una varietà di Psilocybe. Sono stati anche suggeriti altri funghi enteogenici, come l'amanita muscaria. Un'ipotesi recente suggerisce che gli antichi egizi coltivassero Psilocybe cubensis su orzo e lo associassero alla divinità Osiride.
Un altro candidato per la droga psicoattiva è un oppiaceo derivato dal papavero. Il culto della dea Demetra potrebbe aver portato il papavero da Creta a Eleusi; è certo che l'oppio fu prodotto a Creta.
Un'altra teoria è che l'agente psicoattivo nel ciceone fosse il DMT, che si trova in molte piante selvatiche del Mediterraneo, tra cui la Phalaris e l’acacia. Per essere attivo per via orale deve essere combinato con un inibitore delle monoaminossidasi come la ruta siriana (Peganum harmala), che cresce in tutto il Mediterraneo.
J. Nigro Sansonese, usando la mitografia fornita da Mylonas, ha recentemente (1994) ipotizzato che i Misteri di Eleusi fossero originariamente una serie di iniziazioni pratiche in trance che coinvolgono la propriocezione del sistema nervoso umano indotto dal controllo del respiro (simile al samyama nello yoga). Sansonese ipotizza che il kisté, una scatola contenente oggetti sacri aperti dallo ierofante, sia in realtà un riferimento esoterico al cranio dell'iniziato, all'interno del quale si vede una luce sacra e si sentono suoni sacri, ma solo dopo l'istruzione nella pratica della trance. Allo stesso modo, le camere piene di semi di un melograno, un frutto associato alla fondazione del culto, descrivono esotericamente la propriocezione del cuore dell'iniziato durante la trance. Se ciò fosse vero, però, renderebbe la condanna di Alcibiade molto meno plausibile.

### Fonti primarie
- Brisson, Luc. How Philosophers Saved Myths: Allegorical Interpretation and Classical Mythology. University of Chicago Press, 2004. ISBN 0-226-07535-4
- Walter Burkert, Greek Religion, Harvard University Press, 1985.
- Walter Burkert, Ancient Mystery Cults, Harvard University Press, 1987.
- (EN) Karl Kerényi, Dionysos, Princeton University Press, 1996, ISBN 0-691-02915-6. URL consultato il 26 febbraio 2018.
- Kerényi, Karl. Eleusis: Archetypal Image of Mother and Daughter, Princeton University Press, 1991. ISBN 0-691-01915-0.
- Kloft, Hans.  Mysterienkulte der Antike. Götter, Menschen, Rituale (in tedesco). Munich: C.H. Beck, 2010. ISBN 978-3-406-44606-1.
- McKenna, Terence. Food of the Gods: Search for the Original Tree of Knowledge. Bantam, January 1993. ISBN 0-553-37130-4.
- Mylonas, George Emmanuel. Eleusis and the Eleusinian Mysteries. Princeton University Press 1961.
- Nilsson, Martin P., Greek Popular Religion Index, su sacred-texts.com. URL consultato il 25 febbraio 2018.
- Smith, William, A New Classical Dictionary of Greek and Roman Biography, Mythology and Geography Vol. II. Kessinger Publishing, LLC 2006. ISBN 1-4286-4561-6.
- (EN) Thomas Taylor, The Eleusinian and Bacchic Mysteries: A Dissertation, Рипол Классик, 1891. URL consultato il 1º marzo 2018.

### Fonti secondarie
- R. Gordon Wasson, Albert Hofmann, Carl A. P. Ruck, Alla scoperta dei misteri eleusini. Milano, Urrà - Apogeo Edizioni, 1996.
- Fritz Graf, I culti misterici in (a cura di) Salvatore Settis, I Greci: storia, cultura, arte, società, Einaudi, Torino, 1997 (vol. II, tomo 2); ripubblicata anche come AA.VV. Storia Einaudi dei Greci e dei Romani, Ediz. de "Il Sole 24 Ore", Milano, 2008 (vedi il vol. 5°)
- (a cura di) Paolo Scarpi, Le religioni dei misteri (vol. I: Eleusi, dionisismo, orfismo). Mondadori, 2002.
- Victor Magnien, I Misteri di Eleusi. Edizioni di Ar, 1996.
- Samorini G., L'uso di sostanze psicoattive nei Misteri Eleusini in F. D'Andria et al. (Eds.), Uomini, piante e animali nella dimensione del sacro, pp. 217–233, Bari, Edipuglia, 2008.
- Apollodorus. Apollodorus: The Library, Sir James George Frazer (translator). Two volumes. Loeb Classical Library. Cambridge MA: Harvard University Press and London: William Heinemann Ltd. 1921. Vol. 1: ISBN 0-674-99135-4. Vol. 2: ISBN 0-674-99136-2.
- Boardman, Griffin, and Murray. The Oxford History of the Classical World (Oxford University Press 1986). ISBN 978-0-19-872112-3.
- Bowden, Hugh. Mystery Cults of the Ancient World (Princeton University Press; 2010) 256 pages; A study of the Mysteries of Eleusis and other cults of ancient Greece and Rome.
- Clinton, Kevin. "The Epidauria and the Arrival of Asclepius in Athens" in Ancient Greek Cult Practice from the Epigraphical Evidence. edited by R. Hägg, Stockholm, 1994. ISBN 91-7916-029-8.
- Eugene Goblet d'Alviella, The mysteries of Eleusis: the secret rites and rituals of the classical Greek mystery tradition, 1903.
- Greene, William C. "The Return of Persephone" in Classical Philology. University of Chicago Press 1946. pp. 105–106.
- Metzner, Ralph. "The Reunification of the Sacred and the natural", Eleusis Volume VIII, pp. 3–13 (1997).
- McKenna, Terence. Food of the Gods: Search for the Original Tree of Knowledge. Bantam, January 1993. ISBN 0-553-37130-4.
- Meyer, Marvin W. (1999). The Ancient Mysteries, a Sourcebook: Sacred Texts of the Mystery Religions of the Ancient Mediterranean World. University of Pennsylvania Press. ISBN 0-8122-1692-X
- Moore, Clifford H. Religious Thought of the Greeks. (1916). Kessinger Publishing April, 2003. ISBN 0-7661-5130-1.
- Muraresku, Brian C. The Immortality Key: The Secret History of the Religion with No Name. Macmillan USA. 2020. ISBN 978-1250207142
- Rassias, Vlasis. Demolish Them. (in Greek) Athens, 2000. (2nd edition) ISBN 960-7748-20-4.
- Riu, Xavier. Dionysism and Comedy, (1999), Rowman & Littlefield Publishers, Inc.; Reprint edition (March 2002). ISBN 0-8476-9442-9. Cf. p. 107 for a discussion of Dionysus and his role in the Eleusinian Mysteries.
- Rohde, Erwin. Psyche: The Cult of Souls and the Belief in Immortality among the Greeks. trans. from the 8th edn. by W. B. Hillis, Routledge & Kegan Paul, 1925; reprinted by Routledge, 2000. cf. Chapter 6, "The Eleusinian Mysteries".
- Shulgin, Alexander, Ann Shulgin. TiHKAL. Transform Press, 1997.
- Smith, William. A Dictionary of Greek and Roman Antiquities. London, 1875.
- Tonelli, A. Eleusis e Orfismo. I misteri e la tradizione iniziatica greca. Feltrinelli, 2015 ISBN 978-8807901645
- Tripolitis, Antonia. Religions of the Hellenistic-Roman Age. Wm. B. Eerdmans Publishing Company, November 2001. ISBN 0-8028-4913-X.
- Vaughn, Steck. Demeter and Persephone. Steck Vaughn Publishing, June 1994. ISBN 978-0-8114-3362-4.
- Wasson, R, Ruck, C., Hofmann, A., The Road to Eleusis: Unveiling the Secret of the Mysteries. Harcourt, Brace, Jovanovich, 1978. ISBN 0-15-177872-8.
- Willoughby, Harold R. http://books.google.com/books?id=3jx8fVdCfSEC&pg=PA36&source=gbs_toc_r&cad=0_0&sig=30E3z1jD2oK_Krg2ZUSIDRoUvII[collegamento interrotto], Ch. 2 of http://books.google.com/books?id=3jx8fVdCfSEC&source=gbs_summary_s&cad=0[collegamento interrotto], 2003, Kessinger Publishing, ISBN 0-7661-8083-2. Broad excerpts can be browsed online.